# Ori (métro de Séoul)
Ori (hangeul : 오리 ; hanja : 梧里) est une station de passage de la ligne Suin–Bundang du métro de Séoul. Elle est située au 55 Seongnam-daero, quartier Gumi-dong, dans l'arrondissement Bundang-gu de la ville Seongnam-si, sur le territoire de la province Gyeonggi-do, au sud-est de Séoul, en Corée du Sud.
Ouverte en 1994 et devenue une station de la ligne Suin–Bundang en 2020, la station est desservie par les rames omnibus qui circulent sur la ligne Suin–Bundang.

## Situation sur le réseau

Plan du réseau (2023)

Établie en souterrain, la station Ori est une station de passage de la ligne Suin–Bundang du métro de Séoul. : elle est située entre la station Migeum, en direction du terminus nord Cheongnyangni, et la station Jukjeon en direction du terminus ouest Incheon.

## Histoire
La station terminus Ori est mise en service le 1er septembre 1994, lors de l'ouverture à l'exploitation des 18,5 km de Suseoà Ori de la ligne Bundang. Elle devient une station de passage le 24 décembre 2007, lors de l'ouverture de la nouvelle station terminus Jukjeon.
Elle devient une station de passage de la ligne Suin–Bundang, le 12 septembre 2020, lors de la création de cette nouvelle ligne par la fusion de la ligne Bundang et de la ligne Suin, reliées par un nouveau tronçon complété par l'utilisation en commun d'un tronçon de la ligne 4 du métro de Séoul.